# AVRO-studio
De AVRO-studio is het gebouwencomplex aan de 's-Gravelandseweg in Hilversum waarin tot 2000 de radio- en tv-studio's en het hoofdkantoor van de Nederlandse omroepvereniging AVRO waren gevestigd.
De studiogebouwen zijn ontworpen door de architecten Ben Merkelbach en Charles Karsten; Studio 1 uit 1936 (met poortgebouw uit 1940) en Studio 2 uit 1940 zijn sinds 2002 beschermd als rijksmonument.
In het jaar 2000 betrok de AVRO met KRO en NCRV, in kader van het samenwerkingsverband AKN een nieuw pand, het AKN-gebouw, verderop aan de 's-Gravelandseweg. Sinds dat jaar zijn in de oude AVRO-gebouwen kantoren van andere organisaties gevestigd.
Het studiocomplex van de AVRO is in het klein (schaal 1 op 25) nagebouwd in de miniatuurstad Madurodam in Den Haag.

## Trivia
In Studio 1 bevond zich het AVRO-concertorgel dat enkele decennia lang bespeeld werd door Pierre Palla. Het orgel is bij een verbouwing na 2000 verwijderd. De onderdelen werden opgeslagen zodat het opnieuw opgebouwd kan worden. Het vond na vele jaren opslag een plaats in Studio 1 van het Muziekcentrum voor de Omroep, de voormalige VARA-studio, waar vanaf het begin al een plek was ingeruimd voor het Radio Concertorgel, dat er nooit geplaatst is. Het AVRO-Concertorgel werd, na vele tegenslagen, uiteindelijk gerestaureerd, uitgebreid en gemoderniseerd in gebruik genomen in december 2019 onder de naam 'Pierre Palla Concertorgel'.